# Mecanoluminiscencia
La mecanoluminiscencia es la emisión de luz resultante de cualquier acción mecánica sobre un sólido. Se puede producir a través de ultrasonidos o por otros medios, existiendo los siguientes tipos:
- Fractoluminiscencia es causada por el estrés que resulta en la formación de fracturas.
- Triboluminiscencia es causada por el frotamiento, pero en realidad debido a fractoluminiscencia resultante, por lo que a menudo se utilizan como un sinónimos.[1]
- Piezoluminiscencia es causada por la presión que resulta sólo en la deformación elástica.[2]
- Sonoluminiscencia es la emisión de rachas cortas de luz de las burbujas de implosión en un líquido cuando se excita por el sonido.